# مارسيل بودري
مارسيل بودري هو رئيس مجلس الإدارة ومحامي وسياسي كندي، ولد في 17 نوفمبر 1933، وتوفي في 24 نوفمبر 2012 بسبب سرطان.